# Migração celular
A migração celular é um processo central no desenvolvimento e manutenção de organismos multicelulares. A formação de tecidos durante o desenvolvimento embrionário, a cicatrização de feridas e as respostas imunológicas requerem o movimento orquestrado das células em direções específicas para locais específicos. As células geralmente migram em resposta a sinais externos específicos, incluindo sinais químicos e sinais mecânicos. Erros durante este processo têm consequências graves, incluindo deficiência intelectual, doença vascular, formação de tumor e metástase. Uma compreensão do mecanismo pelo qual as células migram pode levar ao desenvolvimento de novas estratégias terapêuticas para controlar, por exemplo, células tumorais invasivas.
Devido ao ambiente altamente viscoso (baixo número de Reynolds), as células precisam produzir forças continuamente para se moverem. As células alcançam movimento ativo por mecanismos muito diferentes. Muitos organismos procarióticos menos complexos (e células espermáticas) usam flagelos ou cílios para se propelirem. A migração de células eucarióticas normalmente é muito mais complexa e pode consistir em combinações de diferentes mecanismos de migração. Geralmente envolve mudanças drásticas na forma das células, que são impulsionadas pelo citoesqueleto. Dois cenários de migração muito distintos são o movimento de rastreamento (mais comumente estudado) e a motilidade de bolha. Um exemplo paradigmático de movimento de rastreamento é o caso dos ceratócitos epidérmicos de peixes, que têm sido amplamente utilizados em pesquisa e ensino.

## Estudos de migração celular
A migração de células cultivadas fixadas a uma superfície ou em 3D é comumente estudada por meio de microscopia. Como o movimento das células é muito lento, alguns µm/minuto, vídeos de microscopia em time-lapse são gravados das células em migração para acelerar o movimento. Esses vídeos (Figura 1) revelam que a frente da célula líder é muito ativa, com um comportamento característico de contrações e expansões sucessivas. É geralmente aceito que a frente principal é o motor principal que puxa a célula para a frente.

### Características comuns
Acredita-se que os processos subjacentes à migração de células de mamíferos sejam consistentes com aqueles de locomoção (não espermatozóica). As observações em comum incluem:
- deslocamento citoplasmático na borda de ataque (frente)
- Remoção laminar de detritos acumulados dorsalmente em direção à borda de fuga (traseira)

A última característica é mais facilmente observada quando os agregados de uma molécula de superfície são reticulados com um anticorpo fluorescente ou quando pequenos grânulos se tornam artificialmente ligados à frente da célula.
Observa-se que outras células eucarióticas migram de forma semelhante. A ameba Dictyostelium discoideum é útil para os pesquisadores porque exibe consistentemente quimiotaxia em resposta ao AMP cíclico; eles se movem mais rapidamente do que células de mamíferos em cultura; e eles têm um genoma haploide que simplifica o processo de conectar um produto gênico particular com seu efeito no comportamento celular.

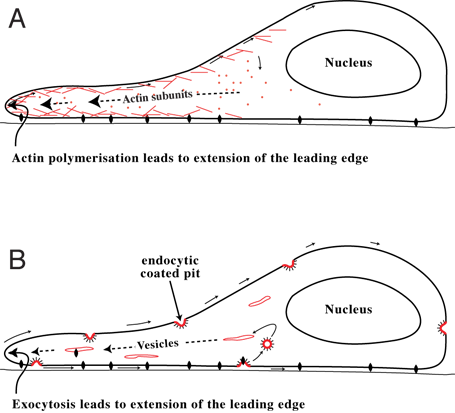
Dois modelos diferentes de como as células se movem. A) Modelo citoesquelético. B) Modelo de fluxo de membrana

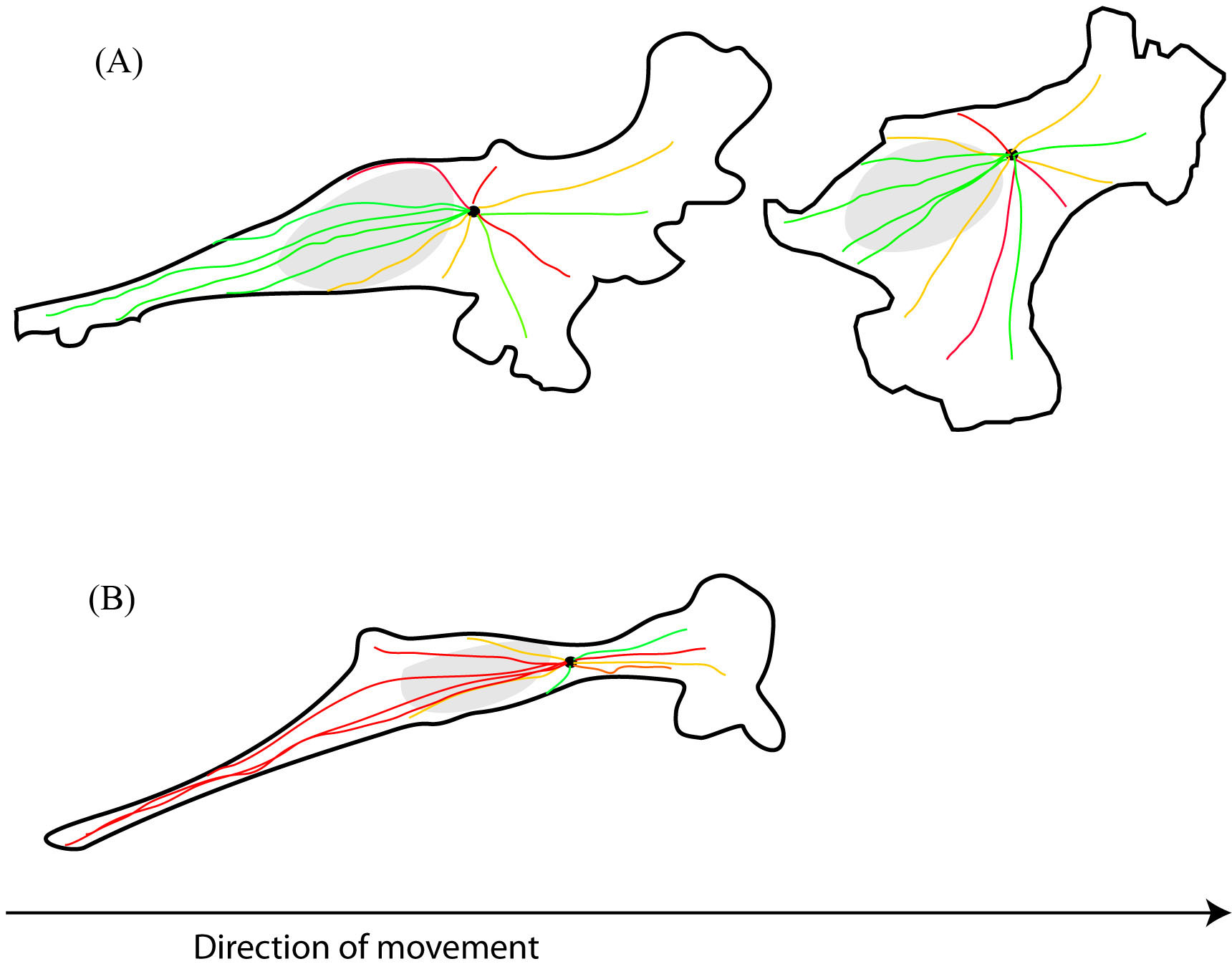
(A) Os microtúbulos dinâmicos são necessários para a retração da cauda e são distribuídos na extremidade posterior de uma célula em migração. Microtúbulos verdes altamente dinâmicos; microtúbulos amarelos moderadamente dinâmicos e microtúbulos vermelhos estáveis. (B) Microtúbulos estáveis agem como escoras e evitam a retração da cauda e, assim, inibem a migração celular